# H&K MSG90
H&K MSG90は、1987年にドイツのH&K社が開発した半自動式狙撃銃である。
MSGは"Militärisches Scharfschützengewehr"の略で、ドイツ語で"軍用狙撃銃"を意味し、90は生産開始年の1990年を表す。

## 概要
H&K G3の技術を流用して開発されたH&K PSG1は、連射可能な狙撃用ライフルとして優秀な性能であった。しかし、それゆえに値段が7,000ドルと非常に高額だったことに加え、銃を長距離持ち運ぶ必要性が低い警察系特殊部隊向けに開発されたためか、全備重量が8.1kgと重かった。そのため、軍隊系部隊の使用を考慮し、数々の変更によってコストダウンした上でPSG1と同等の性能を持つG3自動小銃を原型としたセミオートマチック狙撃銃が求められ、それに答えて開発されたものがこのMSG90である。
射撃精度はPSG1とほぼ同等の上、1.7kgの減量にも成功し、PSG1の性能はそのままに、軍用としての使用でも苦にならない様に改良された。
湾岸戦争でデルタフォースなどの特殊部隊が使用した実績もあり、1997年にはアメリカ軍の要請でバックアップ用アイアンサイト（H&K G8タイプ）やマズルフラッシュを低減させるフラッシュハイダーを装備したMSG90A1が生産されている。その後、二脚を変更したMSG90A2も開発された。

## 特徴
前述のようにPSG1の廉価版にあたり、G3SG/1とPSG1の中間に位置する。警察用として開発されたPSG1とは異なり、軍用として開発され、PSG1とは
- PSG1と同じトリガーシステムながら、銃身を短くした。
- フレームはG3と同様のものを使用、ただし両側面にはPSG1に準じた強化バーを備える。
- スコープをカーレスヘリオス×6に変更。
- 野戦での携行性を高めた。
- スコープの着脱が可能。

といった差異がある。

## 採用国
MSG90は、開発国のドイツにはすでにPSG1・G3SG/1があったためか軍用としては納入されなかったが、アメリカ軍に採用され、アメリカ陸軍の特殊部隊デルタフォース、グリーンベレー、アメリカ海軍の特殊部隊ネイビーシールズなどの部隊でも導入されている他、日本の海上自衛隊特別警備隊（SBU）でも使用されている。
- インドネシア
  - インドネシア陸軍特殊作戦部隊「Komando Pasukan Khusus（Kopassus）」[1]
  - インドネシア海軍戦闘水泳隊員部隊「Komando Pasukan Katak（KOPASKA）」[1]
- 韓国
  - 大韓民国海軍特殊戦旅団[2]
- ネパール
  - ネパール陸軍（英語版）[3]
- ノルウェー
  - ノルウェー陸軍特殊部隊[4]
  - ノルウェー海軍特殊部隊[5]
- フランス
  - フランス陸軍第1海兵歩兵落下傘連隊[6]
- マレーシア
  - マレーシア陸軍テロ対策特殊部隊「Grup Gerak Khas（GGK）」[7]
  - マレーシア海軍海上テロ対策特殊部隊「Pasukan Khas Laut（PASKAL）」[8]
- メキシコ
  - メキシコ陸軍がMSG90 SDNを使用[9]。
- リトアニア
  - リトアニア軍[10]
- 日本
  - 海上自衛隊